# Good Ship Venus
Good Ship Venus, auch bekannt als Friggin’ in the Riggin’ („Geschlechtsverkehr in der Betakelung“), ist ein obszönes Trink- und Seemannslied, das in ausgeschmückter Form Geilheit und Verkommenheit einer Schiffsbesatzung und der mitreisenden Kapitänsfamilie beschreibt. Autor und Entstehungsdatum sind unbekannt. Die normalerweise, besonders für den Refrain, genutzte Melodie stammt vermutlich aus Mitte des 16. Jahrhunderts und wird ebenfalls für das Kinderlied „Go in and out the windows“ genutzt.

## Liedtext
Der Liedtext variiert und hat durch Verbreitung über die gesamte englischsprachige Welt diverse Erweiterungen und Veränderungen erfahren. In der Regel beginnt das Lied mit der Eröffnungsstrophe:
 'Twas on the good ship Venus,
By Christ you should have seen us,
The figurehead
Was a whore in bed,
And the mast a rampant penis.
Es war auf dem guten Schiff Venus
Bei Christ, du hättest uns sehen sollen
Die Galionsfigur
war eine Hure im Bett
der Mast ein wilder Penis
Schon zu der ersten Strophe existieren in der letzten Zeile Variationen wie „Our crest a rampant penis“ („unser Wappen ein wilder Penis“) oder „Sucking a dead man’s penis“ („beim Blasen eines toten Mannes Penis“).
Die Reimstruktur des Liedes entspricht der Limerick-Struktur AABBA.

## Ursprung
Möglicherweise geht der Ursprung des Liedes auf ein tatsächliches Ereignis Anfang des 19. Jahrhunderts zurück. Im Jahr 1806 reiste die ehemalige Strafgefangene Charlotte Badger zusammen mit ihrer minderjährigen Tochter auf der Brigantine The Venus. Hierbei soll sie die Mannschaft, darunter ihren Liebhaber, dazu gebracht haben, zu meutern und das Kommando über das Schiff zu übernehmen. Sowohl der Verbleib von The Venus als auch der von Charlotte Badger sind letztendlich unbekannt. Dieser Vorfall erregte in Großbritannien und Australien Aufsehen. Eine der Strophen des Liedes bezieht sich direkt auf eine „Charlotte“:
The captain’s daughter Charlotte
Was born and bred a harlot
Her thighs at night
Were lily white
By morning they were scarlet.
Die Kapitänstochter Charlotte
wurde als Dirne geboren und erzogen
Ihre Schenkel bei Nacht
waren weiß wie Lilien
am Morgen waren sie scharlachrot

## Aufnahmen
Die erste bekannte Aufnahme aus dem Jahr 1952 stammt von Oscar Brand; die bekannteste dürfte die Version der britischen Punk-Band Sex Pistols sein, die 1978 unter dem Titel Friggin’ in the Riggin auf dem Soundtrack zum Film The Great Rock ’n’ Roll Swindle veröffentlicht wurde. Als Doppel-A-Single erreichte sie 1979 Platz 3 der UK Singles Charts und war damit die bestverkaufte Single der Band.
Eine Coverversion dieser Fassung ist auf der 1989 erschienenen EP Penikufesin der amerikanischen Thrash-Metal-Band Anthrax enthalten, allerdings veränderten Anthrax den Text und nehmen darin Eigenheiten ihrer Roadies aufs Korn. Eine weitere Version existiert von dem serbischen Punkrocker Toni Montano unter dem Titel Frigidna je bila.
2006 nahm Loudon Wainwright III im Rahmen des Projekts Rogue’s Gallery: Pirate Ballads, Sea Songs, and Chanteys, das durch Mitwirkende der Fluch-der-Karibik-Filmreihe initiiert wurde, eine weitere Version des Stücks auf.

## Verwendung des Stücks
In der ab 1951 von der BBC produzierten Goon Show wurden Schiffe regelmäßig „Good Ship Venus“ oder „HMS Venus“ genannt. Dies war eine der vielen Andeutungen auf Zoten, die der damaligen Selbstzensur der BBC entging.
Der Refrain der Sex-Pistols-Version wurde mit leichter Textvariation als Titelmelodie der britischen Sitcom Captain Butler aus dem Jahr 1997 genutzt. Der Text wurde durch den damaligen Hauptdarsteller Craig Charles gesprochen.
Der britische Regisseur Ken Russell veröffentlichte 2005 die Hot Pants Trilogy, eine Reihe von Kurzfilmen. Der Film The Goodship Venus wurde als „musikalische Reise rund Kap Hoorn mit einer aufgegeilten Crew aus den sexbesessensten Seemännern, die je die sieben Meere befuhren“ angekündigt und erstmals auf dem Internationalen Filmfest Oldenburg im September 2005 gezeigt.